# Panillo
Panillo ist ein spanischer Ort in der Provinz Huesca der Autonomen Gemeinschaft Aragonien, der zur Gemeinde Graus gehört. Der Ort auf circa 700 Meter Höhe liegt circa fünf Kilometer nordwestlich von Graus. Panillo hatte im Jahr 2019 77 Einwohner.

## Weblinks

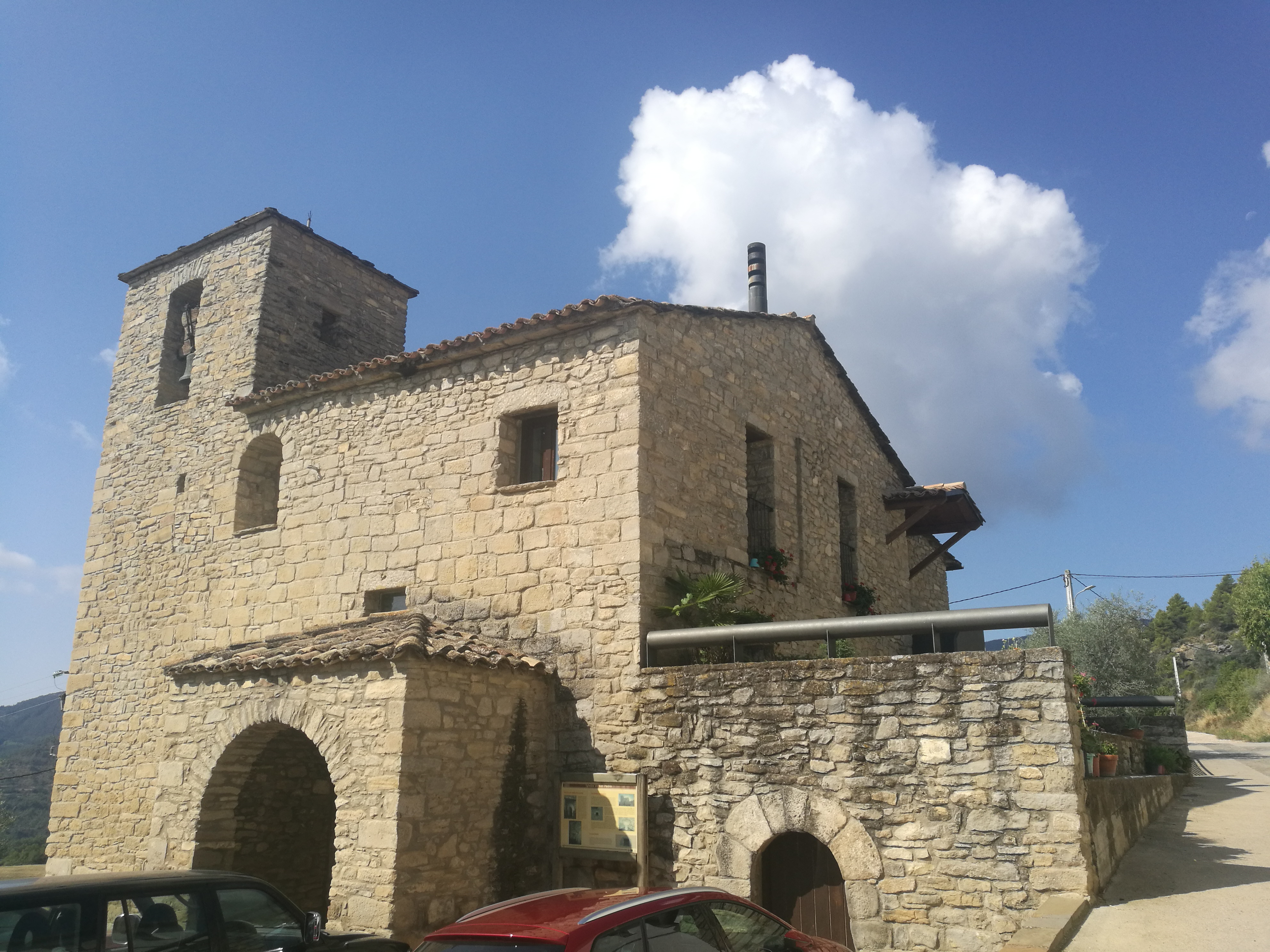
Kirche San Cristóbal

## Sehenswürdigkeiten
- Kirche San Cristóbal
- Buddhistisches Kloster